# Ісімовська сільська рада
Ісі́мовська сільська рада (рос. Исимовский сельский совет) — муніципальне утворення у складі Кугарчинського району Башкортостану, Росія. Адміністративний центр — село Ісімово.

## Населення
Населення — 1269 осіб (2019, 1367 в 2010, 1584 в 2002).

## Склад
До складу поселення входять такі населені пункти:
| Населений пункт       | Населення, осіб (2002) | Населення, осіб (2010) |
| --------------------- | ---------------------- | ---------------------- |
| Гавриловський, хутір  | 5                      | 4                      |
| Ісімово, село         | 823                    | 708                    |
| Малоісімово, присілок | 24                     | 30                     |
| Мукачево, присілок    | 167                    | 149                    |
| Саліхово, присілок    | 95                     | 87                     |
| Саратовський, хутір   | 103                    | 126                    |
| Серп і Молот, хутір   | 26                     | 16                     |
| Тангаур, присілок     | 41                     | 6                      |
| Янаул, село           | 300                    | 241                    |